# جان العرجاء
جان من بورغندي (24 يونيو 1293 - 12 ديسمبر 1349) أو معروفة بـ جوان/جان العرجاء (الفرنسية:Jeanne la Boiteuse) هي ملكة فرنسا كزوجة الأولى لـ فيليب السادس، وأيضا شغلت منصب الحاكمة عندما كان زوجها يقاتل في حملات العسكرية خلال حرب المائة عام.

## الأسرة
جان هي ابنة روبرت الثاني، دوق بورغندي وأغنيس من فرنسا  ابنة لويس التاسع، شقيقتها الأكبر سناً مارغريت كانت الزوجة الأولى للملك لويس العاشر، جان تزوجت من فيليب من فالوا ابن عم لويس في يوليو 1313، منذ 1315 إلى 1328 كانوا كونت وكونتيسة ماين، ومن 1325 كانوا كونت وكونتيسة فالوا وأنجو.

## ملكة
أبناء فيليب الرابع اللويس العاشر وفيليب الخامس وشارل الرابع توفوا دون ورثة الذكور على قيد الحياة، مما مرر العرش الفرنسي إلى زوجها الذي كان ابن عمهم، مع ذلك نافسه على اللقب إدوارد الثالث ملك إنجلترا الذي كان ابن شقيقتهم، مما أدى إلى نهاية المطاف إلى حرب المائة عام، أثبت جان نفسها كأنها وصية على العرش خلال حملات زوجها في الحرب، ومع ذلك اكتسبت سمعة سيئة.
جان توفيت من الطاعون قبل 1349، ودفنت في كاتدرائية سانت دينس، قبرها تم بناه في عهد حفيدها شارل الخامس إلا أنه تتدُمر إبان الثورة الفرنسية.

## الذرية
أبنائها من فيليب السادس:-
- جان الثاني (26 أبريل 1319 - 8 أبريل 1364)، ملك فرنسا خلفاً لوالده.
- ماريا (1326-1322 سبتمبر 1333)، تزوجت من جون برابانت ابن ووريث جون الثالث، دوق برابانت ، لكنه توفي بعد ذلك بوقت قصير.
- لويس (ولد وتوفي 17 يناير 1329).
- لويس (8 يونيو 1330 - 23 يونيو 1330).
- ابن [جان؟] (ولد وتوفي 2 أكتوبر 1333).
- ابن (28 مايو 1335)، ولد ميتاً.
- فيليب (1 يوليو 1336 - 1 سبتمبر 1375)، دوق أورليان.
- جوان (ولد وتوفي نوفمبر 1337).
- ابن (ولد وتوفي صيف 1343).

في 1361، توفي ابن شقيقها فيليب الأول، دوق بورغندي ولم يخلف ذرية شرعية، مما أدى إلى إنهاء خط الذكور دوقات بورغندي، كان الوريث الشرعي لـ بورغندي الواضح: الملك شارل الثاني من نافارا هو حفيد شقيقتها مارغريت، وأيضا كان ولي العهد وفقاً لنظام البكورة، ومع ذلك ادعى جان الثاني من فرنسا (ابنها) بأنه الوريث بالقرابة الدم، وفي النهاية انتصار ابنها جان، وكون سلالة فالوا-بورغندي.